# Велике Зімбабве
Вели́ке Зімба́бве (англ. Great Zimbabwe) — назва, дана кам'яним руїнам стародавнього південноафриканського міста, розташованого в провінції Масвінго держави Зімбабве.

## Історія
Велике Зімбабве, як вважається, було головною святинею і культовим центром предків шона (народ групи банту). Місто було засноване бл. 1130 н. е. та існувало протягом двох-трьох століть. У давнину це був центр держави Мономотапа, також відомої як держава Великого Зімбабве, Муене Мутапа або Мунхумутапа. Ця імперія керувала територією, на початок XXI століття розташованою у межах сучасної держави Зімбабве (яка бере свою назву від цього міста) і Мозамбік. Мешканці імперії торгували з рештою світу через порти, такі як Софала на півдні дельти річки Замбезі. Місто було поділено на два райони. Основна маса жителів (їх було не менше десяти тисяч осіб) тулилися у солом'яних хатинах, знатні люди селилися у спеціально обгороджених районах міста. Велика частина архітектурних споруд — кам'яних веж, монолітів і вівтарів — була призначена для молитов. Слово «Зімбабве» крім основного значення — «кам'яні будинки», має й додаткове — «будинки поклоніння». В основному тут молилися богам, «відповідальним» за дощ, а значить, за багатий урожай. Головним богом місцевого племені був творець — Мварі. Плем'я мбіре поклонялося також мбондоро — духам правлячих династій. У Великому Зімбабве шони жили аж до початку XIX ст.
У 1928—1929 руїни Великого Зімбабве досліджувала британський археолог Гертруда Катон-Томпсон, яка працювала в Африці не один рік. Вона стверджувала, що руїни мають безпосередньо африканське походження. Раніше багато дослідників вважали, що чорношкірі мешканці континенту не могли створити таку величну споруду; так, археолог Дж. Т. Бент стверджував, що місто побудували фінікійці або араби.